# Red Lake Falls
La ville américaine de Red Lake Falls est le siège du comté de Red Lake, dans l’État du Minnesota. Lors du recensement de 2010, elle comptait 1 427 habitants.

## Source
- (en) Cet article est partiellement ou en totalité issu de l’article de Wikipédia en anglais intitulé « Red Lake Falls, Minnesota » (voir la liste des auteurs).